# Cuerpo de Bomberos de Rancagua

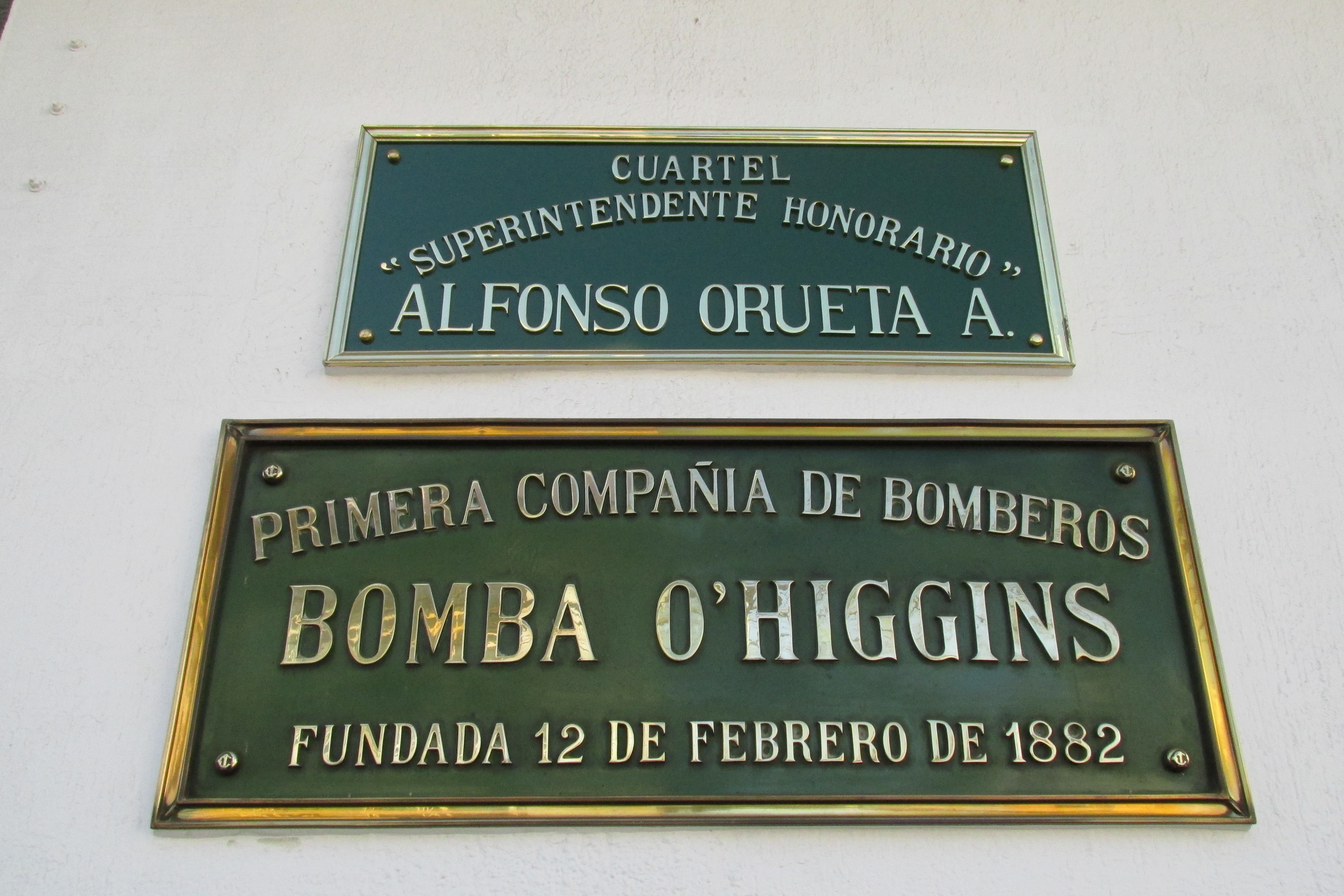
Placa de fundación de la Primera Compañía "Bomba O'Higgins", ubicada en el frontis del edificio.

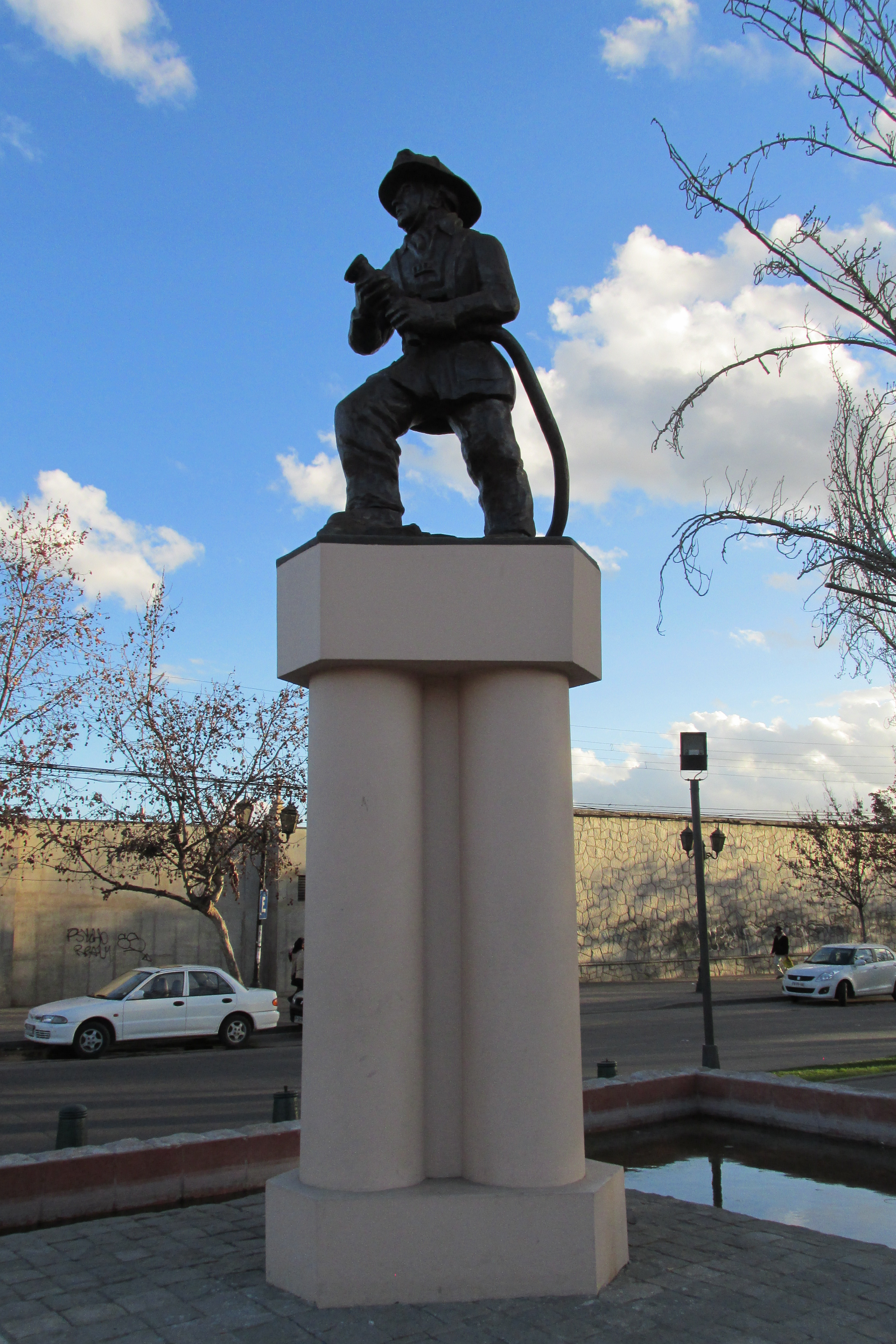
Monumento al Bombero Voluntario, en Rancagua.

El Cuerpo de Bomberos de Rancagua corresponde al Cuerpo de Bomberos de Chile que opera en la comuna homónima, en la Región de O'Higgins, Chile. Fue fundado el 12 de febrero de 1882.
Actualmente está conformado por 8 compañías.

## Historia
Luego de un gran incendio del Molino San Pedro, en el sector sur de la ciudad, ocurrido en el año 1880, se hizo evidente la necesidad de contar con un cuerpo de bomberos para la ciudad de Rancagua.
El 12 de febrero de 1882, se crea la Primera Compañía de Bomberos de Rancagua, bautizada como Bomba O'Higgins y siendo su primer director Gregorio Olmos de Aguilera. El incendio de la sociedad de Buques y Maderas, en el año 1907, deja de manifiesto la necesidad de contar con un mejor servicio bomberil en la ciudad, lo que impulsa la fundación de la Segunda Compañía, el 1 de agosto de 1909. En diciembre de 1912, el alcalde de la ciudad de Rancagua, Honorio Arce, reunió a los directorios de bomberos para dar vida a las actuales Tercera y Cuarta Compañías.

## Compañías
El Cuerpo de Bomberos de Rancagua está conformado por las siguientes compañías:
| Compañía                                            | Fundación                         | Especialidad                                   |
| --------------------------------------------------- | --------------------------------- | ---------------------------------------------- |
| Primera Compañía "Bomba O'Higgins"                  | 12 de febrero de 1882 (143 años)  | - Agua - Materiales peligrosos - Apoyo rescate |
| Segunda Compañía "Bomba Rancagua"                   | 1 de agosto de 1909 (115 años)    | - Hidrocarburos - Agua - Abastecimiento        |
| Tercera Compañía "Arturo Pratt"                     | 8 de diciembre de 1912 (112 años) | - Rescate - Salvamento - Agua                  |
| Cuarta Compañía "Zapadores Rancagua - Fidél Azocar" | 7 de enero de 1912 (113 años)     | - Hachas y Escalas - Rescate - GRIMP           |
| Quinta Compañía "Bomba New York"                    | 19 de junio de 1967 (57 años)     | - Agua - Rescate                               |
| Sexta Compañía "Bomba El Teniente"                  | 6 de marzo de 1971 (54 años)      | - Agua - Abastecimiento - Apoyo a rescate      |
| Séptima Compañía "Bomba Chile"                      | 7 de julio de 2007 (17 años)      | - Agua - Apoyo a rescate                       |
| Octava Compañía "Bomba Estados Unidos"              | 8 de agosto de 2018 (6 años)      | - Agua - Escala - Apoyo rescate                |